# Tigerbalsam
Tigerbalsam (burmesisk: Ban Kim Ewe (= "10.000 gyldne olier") er en smertelindrende creme, som oprindeligt blev udviklet i 1870'erne af apotekeren Aw Chu Kin i Rangoon, Burma. Han bad sine to sønner om at færdiggøre produktet, da han lå for døden. Produktet har siden 1920'erne været fremstillet af firmaet Haw Par i Singapore. Det sælges i små sekskantede glaskrukker á 18 g. Cremen er brugt af mange sportsudøvere. I mange år har sportsfolk verden over brugt tigerbalsam både til massage i forbindelse med opvarmning, som afspænding efter træning og ømme muskler.

## Tigerbalsams virkning
- Tiger Balsam Hvid

Effektiv balsam ved ømhed i muskler og led samt anspændt muskulatur. Den varmegivende effekt giver velvære samtidig med, at muskler gøres bløde og smidige. Hurtig absorberende.
- Tiger Balsam Rød

Ekstra stærk formular som virker effektivt og hurtigt ved akut ømhed i muskler og led samt anspændt muskulatur. Lige som Tiger Balsam Hvid absorberes balsamen hurtigt i huden og den varmegivende effekt hjælper til at muskler gøres bløde og smidige.

## Ingredienser
- Petrolatum
- Paraffin
- Kamfer
- Mentol
- Mynteolie
- Cajuputolie
- Muskatnødolie
- Kanelolie (i rød tigerbalsam)
- Ammoniumhydroxid (i rød tigerbalsam)

Hvis man tilsætter kanelolie og ammoniumhydroxid, farves indholdet rødt.

## Eksternt link
- Hjemmesiede for Haw Par Healthcare Limited (engelsk)